# Tuj (maya)
El Tuj es, en la cultura maya, un baño de vapor que se realiza dentro de un pequeño lugar detrás de la casa, regularmente de barro, a manera de recurso ritual, higiénico y terapéutico.

## Historia
Bernardino Sahagún, sacerdote y escritor de los primeros años de la invasión europea, nos dice al respecto: 

Usan en esta tierra los baños para muchas cosas, y para que aproveche a los enfermos hacen calentar muy bien el abaño con buena leña que no haga humo, aprovecha primeramente a los convalecientes de algunas enfermedades para que más presto acaben de sanar, aprovechan  también las preñadas que están  cerca del parto: ahí las parteras les hacen cierto beneficios, también aprovechan para recién paridas para que sanen y para purificar la leche, todos los enfermos  reciben beneficios de este baño, especialmente aquellos que tienen los nervios encogidos y también los que se purgan luego de purgados; también para los que caen de su pie, o de alto, o fueron apaleados o maltratados y se les encogieron los nervios, además de los sarnosos y bubosos, allí los lavan y después de lavarlos ponen medicinas conforme aquellas enfermedades; para esto es menester de que el baño esté muy caliente

La práctica del baño de vapor estaba muy difundida especialmente desde lo que ahora es Yucatán y todo lo que ahora es el territorio de Guatemala. Todos disponían de un Tuj o ya sea que tenían uno comunal en los centros ceremoniales. en 1918 hubo una epidemia en de influenza en Guatemala y entre las primeras medidas del gobierno, fue el de destruir estos saunas por considerarlos la fuente de tal. En tiempos recientes, los Centros de Salud del estado lanzan campañas para que los lugareños no usen el Tuj acusándolo de ser propicio de enfermedades y epidemias.

## Comparación delTujcon otras culturas
Los Pueblos Amerindios no fueron los únicos en usar estos baños de vapor, en otros continentes también fueron desarrollados con sus variante respectivas: los romanos utilizaban baños termales públicos;los italianos actuales también lo practican y en muchos países también tienen uno o más salones públicos de pago que usan este servicio como relajante y curativo.

## Usos Ceremoniales
Con el desuso del Tuj la función más afectada es la ceremonial, ritual y religiosa. 
Entre estas ceremonias estaba la celebración por cumplirse nueve días del nacimiento de un bebé. Se colocaba en el Tuj nueve velas y se quemaba pom para agradecer.
Otra de las tradiciones era agradecer a las Chajinela' o Guardianas que eran las señoras que morían de parto y se les agradecía permititiendo que usarán el Tuj.
En Huehuetenango se les ponía a los niños para que no encanecieran pronto en su vida adulta.